# Pterostylis scabra
Pterostylis scabra är en orkidéart som beskrevs av John Lindley. Pterostylis scabra ingår i släktet Pterostylis och familjen orkidéer. Inga underarter finns listade i Catalogue of Life.